# Paravilla fulvicoma
Paravilla fulvicoma é uma espécie de mosca-abelha da família bombyliidae denominada de "Moscas-abelhas" por causa de sua imitação de uma abelha. Embora as moscas-abelha tenham corpos peludos como as abelhas, as moscas abelhas possuem olhos grandes feitos por milhares de pequenos olhos que cobrem uma grande área da cabeça; as antenas das moscas-abelha são curtas em comparação com as antenas das abelhas.

## Reprodução
As moscas Paravilla fulvicoma deixam seus ovos nos ninhos das abelhas da espécie Diadasia Bituberculata. Quando o ovo da mosca eclode e se transforma em larva, ela crava pequenos ganchos na larva de abelha, mas a larva da abelha não morre. Ela cresce alimentando-se do pólen que sua genitora guardou dentro do ninho. A medida que a larva da abelha cresce, a larva da mosca a suga e a mata. Então a mosca termina de se tornar adulta e sobe pelo solo para emergir na primavera seguinte.